# Organización territorial de Marruecos

Esquema de la organización territorial de Marruecos.

Marruecos está dividido en doce regiones. Estas a su vez están divididas en trece prefecturas y sesenta y dos provincias. Cada prefectura está dividida en distritos (cercles), municipios, comunas y, en el caso de las áreas metropolitanas, en barrios (arrondissements). Los distritos están subdivididos en municipios rurales. La prefectura de Casablanca está subdividida en prefecturas (préfectures d'arrondissements), las cuales son similares a los distritos, excepto que agrupan unos cuantos barrios.
Tres de las regiones de Marruecos forman parte (total o parcialmente) del Sáhara Occidental, territorio administrado por Marruecos, pero que la Organización de las Naciones Unidas incluye en su lista de territorios no autónomos.

## Regiones desde 2015

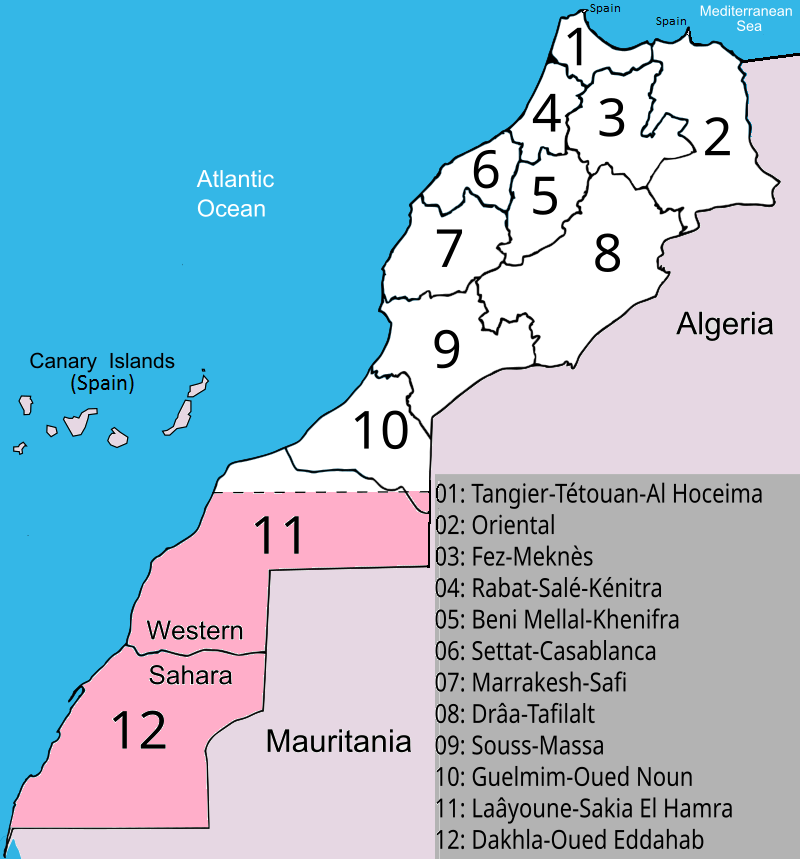
Regiones de Marruecos (en rosa el Sahara Occidental)

Según un decreto de febrero de 2015, Marruecos está dividido en 12 regiones (incluyendo el Sahara Occidental).
| Cod. | Ubicación | Región                   | Capital     | Prov. y pref. | Municipios | Habitantes (2014) | %     | Área (km²) | %     | Densidad poblacional |
| ---- | --------- | ------------------------ | ----------- | ------------- | ---------- | ----------------- | ----- | ---------- | ----- | -------------------- |
| 1    |           | Tánger-Tetuán-Alhucemas  | Tánger      | 7             | 110        | 3 556 729         | 10.51 | 13 712     | 1.93  | 259.39               |
| 2    |           | Oriental                 | Uchda       | 8             | 147        | 2 314 346         | 6,84  | 36 241     | 5.10  | 63.86                |
| 3    |           | Fez-Mequinez             | Fez         | 9             | 194        | 4 236 892         | 12.52 | 40 075     | 5.64  | 105.72               |
| 4    |           | Rabat-Salé-Kenitra       | Rabat       | 7             | 114        | 4 580 866         | 13.53 | 18 194     | 2.56  | 251.78               |
| 5    |           | Beni Melal-Jenifra       | Beni Melal  | 6             | 164        | 2 520 776         | 7.45  | 41 033     | 5.77  | 61.43                |
| 6    |           | Casablanca-Settat        | Casablanca  | 9             | 153        | 6 861 739         | 20.27 | 19 448     | 2.74  | 352.82               |
| 7    |           | Marrakech-Safí           | Marrakech   | 8             | 251        | 4 520 569         | 13.36 | 39 167     | 5.51  | 115.42               |
| 8    |           | Draa-Tafilalet           | Er-Rachidía | 5             | 109        | 1 635 008         | 4.83  | 132 167    | 18.59 | 12.37                |
| 9    |           | Sus-Masa                 | Agadir      | 6             | 175        | 2 676 847         | 7.91  | 53 789     | 7.57  | 49.77                |
| 10   |           | Guelmim-Río Nun          | Guelmim     | 4             | 53         | 433 757           | 1.28  | 46 108     | 6.49  | 9.41                 |
| 11   |           | El Aaiún-Saguía el-Hamra | El Aaiún    | 4             | 20         | 367 758           | 1.09  | 140 018    | 19.7  | 2.63                 |
| 12   |           | Dajla-Río de Oro         | Dajla       | 2             | 13         | 142 955           | 0.42  | 130 898    | 18.41 | 1.09                 |
|      |           |                          | Total       | 75            | 1503       | 33 848 242        | 100   | 710 850    | 100   | 47.62                |

Las regiones están divididas en 75 provincias y prefecturas y 1503 municipios.

## Divisiones históricas

### 1954-1971

Divisiones del Protectorado, organizadas en regiones y cabilas y con las localidades más importantes.

En 1954, tras la independencia, Marruecos estaba dividido en 12 zonas, 7 en el Protectorado francés de Marruecos y 5 en el Protectorado español de Marruecos, de nombres oficiales:
| Marruecos Francés - Agadir - Casablanca - Fez - Marrakech - Mequinez - Uchda - Rabat | Marruecos Español - Chauen o Gomara - Kert - Lucus - Rif - Yebala |

- Después de la independencia una nueva organización provincial se puso en marcha: 19 provincias y 5 prefecturas urbanas:

| - Agadir - Beni Mellal - La Chaouia - Fez - Larache - Marrakech - Mazagan | - Mequinez - Nador - Rabat - Rif - Safí - Tafilalet - Tánger | - Taza - Tetuán - Uarzazat - Uchda - Chauen | Prefecturas urbanas - Casablanca - Fez - Marrakech - Mequinez - Rabat |

### 1971-1981
En 1971 Marruecos realizó la primera división en regiones formadas conforme a criterios económicos. Se crearon siete regiones.
- Región del Sur
- Región de Tensift
- Región del Centro
- Región del Noroeste
- Región de Centro-Norte
- Región de La Oriental
- Región del Centro-Sur

### 1981-1991
En 1981, Marruecos estaba dividido en 37 provincias, 2 wilayas*, subdivididas en 6 prefecturas (gestión urbana fragmentada de las grandes aglomeraciones urbanas) y 801 municipios (66 urbanos y 735 rurales):
| - Agadir - Alhucemas - Arcila - Beni Melal - Ben Slimane - Bulman - Casablanca* - Chauen - El Yadida - El Kelaa des Sraghna | - Er Rachidia - Esauira - Fez - Figuig - Guelmim - Ifrane - Kenitra - Jemiset - Jenifra - Juribga | - El Aaiún - Larache - Marrakech - Mequinez - Nador - Uarzazat - Uchda - Rabat-Salé* - Safí - Settat | - Sidi Kacem - Tánger - Tan-Tan - Taunat - Tarudant - Tata - Taza - Tetuán - Tiznit |

### 1991
En 1991, Marruecos estaba dividido en 41 provincias y 18 wilayas/prefecturas y 859 municipios (99 urbanos y 780 rurales).

### 1992-1997
En 1992, Marruecos continuaba dividido en 41 provincias y 18 wilayas/prefecturas pero con 1544 municipios (247 urbanos y 1587 rurales).

### 1997-2015
Con la reforma de la administración territorial marroquí en 1997, Marruecos se encontraba dividido en tres niveles: 
1. Las 16 regiones, a cuyo cargo se encontraba un walí y un consejo regional.[3] Estas regiones tenían el estatus de colectividades locales, según el artículo 101 de la Constitución de Marruecos.
2. Las regiones se dividían en 45 provincias y 27 prefecturas (el equivalente urbano de las primeras), que constituían la segunda capa de la administración y eran dirigidas por un gobernador.
3. Cada provincia o prefectura se subdividía a su vez en distritos (cercles), municipios, comunas y, en el caso de las áreas metropolitanas, en barrios (arrondissements).

- Por último, el vilayato, era una división administrativa creada en 1981, que reunía provincias y prefecturas. Por lo tanto, se encuadraban entre el primer (regiones) y el segundo (provincias) nivel. No obstante, el término vilayato se usaba frecuentemente como sinónimo de región o provincia/prefectura.

A partir de la ley de descentralización/regionalización de 1997 se crearon 16 nuevas regiones (proporcionadas abajo), aunque los detalles completos son limitados:
| Región | Región                           | Capital    |
| --- | -------------------------------- | ---------- |
| 1 | Chauía-Uardiga                   | Settat     |
| 2 | Dukala-Abda                      | Safí       |
| 3 | Fez-Bulmán                       | Fez        |
| 4 | Garb-Chrarda-Beni Hsen           | Kenitra    |
| 5 | Gran Casablanca                  | Casablanca |
| 6 | Guelmim-Esmara                   | Guelmim    |
| 7 | El Aaiún-Bojador-Saguia el Hamra | El Aaiún   |
| 8 | Marrakech-Tensift-Al Hauz        | Marrakech  |
| 9 | Mequinez-Tafilalet               | Mequinez   |
| 10 | Oriental                         | Uchda      |
| 11 | Río de Oro-La Güera              | Dajla      |
| 12 | Rabat-Salé-Zemur-Zaer            | Rabat      |
| 13 | Sus-Masa-Draa                    | Agadir     |
| 14 | Tadla-Azilal                     | Beni Melal |
| 15 | Tánger-Tetuán                    | Tánger     |
| 16 | Taza-Alhucemas-Taunat            | Alhucemas  |
| Regiones que, total o parcialmente, forman parte del territorio del Sahara Occidental, cuya soberanía está en disputa. |                                  |            |

Entre 1997 y 2015, Marruecos estaba dividido en 16 regiones, 45 provincias y 26 wilayas/prefecturas, un total de 71 que contenían 1547 municipios (249 urbanos y 1298 rurales). Con una ley de comunidades locales abierta a modificaciones (crear o eliminar regiones, provincias o municipios).